# Carnarvonia
- Commons
- Wikispecies

Carnarvonia é um género botânico pertencente à família Proteaceae.
1. ↑  «Carnarvonia — World Flora Online». www.worldfloraonline.org. Consultado em 19 de agosto de 2020